# افسانه محافظان: جغدهای گاهول
افسانه محافظان: جغدهای گاهول (انگلیسی: Legend of the Guardians: The Owls of Ga'Hoole) فیلمی انیمیشن در سبک فانتزی و ماجرایی به کارگردانی زاک اسنایدر است که در سال ۲۰۱۰ منتشر شد.

## بازيگران
- جیم استرجس
- جفری راش
- آنتونی لاپالیا
- جوئل اجرتون
- دیوید ونهام
- رایان کوانتن
- هلن میرن
- سام نیل
- هوگو ویوینگ
- میریام مارگولیس

## موضوع فیلم
«سورن» جغد جوان داستان هایی از پدرش درباره نبرد لایس کیل افسانه ای و پادشاه شرور منقارآهنی می شنود و آرزو دارد روزی محافظین گاهول را که به فرماندهی لایس کیل با منقارآهنی جنگیدند پیدا کند و به آنها ملحق شود. برادر سورن، کلاد ذاتی شرور داشته و اهداف سورن را خیال پردازی می داند. دوبرادر هنگام تمرین پرواز توسط جغدهای ناشناس دزدیده می شوند و پس از طی مسافتی طولانی، به دره ای آتشفشانی به نام سنت آجیلیوس، مقر منقارآهنی می رسند. سورنا با پیوستن به منقارآهنی مخالفت می کند و به بردگی کشیده می شود اما برادرش کلاد همراه سربازان منقارآهنی می رود. سورن در اسارت با جغدی کوچک به نام گیلفی آشنا شده  و باهم قرار می گذارند که به هرشکل ممکن فرار کنند. در این بین، یکی از خدمتگزاران منقارآهنی به نام گریمبل، به سورنا و گیلفی کمک می کند تا پرواز یاد گرفته و فرار کنند و از آنها می خواهد محافظین گاهول را برای مقابله با ارتش منقارآهنی خبر کنند. سورنا پس از مسافت زیاد و سخت مقر محافظین گاهول را پیدا و در جلسه دیوان پادشاهی درباره خطر منقارآهنی توضیح می دهد اما اکثر محافظین حرف سورنا را نمی پذیرند. جغدی کوچک به نام ازیلریب، پادشاه را قانع می کند که خطر جدی است و پادشاه گروهی برای جستجو اعزام می کند. ازیلریب که در حقیقت همان لایس کیل افسانه ای است، آموزش سورنا را برعهده می گیرد درحالی که سورن شخصیت حقیقی استادش را نمی شناسد پس از یک پرواز آموزشی سخت در طوفان، سورن به شخصیت حقیقی استادش لایس کیل پی می برد. پس از بازگشت گروه جستجو و تائید حرف سورن، محافظین حرکت می کنند اما لایس کیل از سورن می خواهد در مقر باقی بماند. مدتی پس از رفتن محافظین، سورن متوجه شد که آلومیر رئیس گروه جستجو خائن است و به منقارآهنی خدمت می کند. بنابراین با سه تن از دوستانش به سمت سنت آجیلیوس حرکت می کنند. در سنت آجیلیوس کلاد به سورن حمله و قصد کشتن او را دارد اما در آتش سقوط می کند. در این میان، لایس کیل با منقارآهنی می جنگد اما منقارآهنی که ناجوانمردانه مبارزه می کند با کمک همسرش لایس کیل را اسیر می نماید. سورن که مرگ برادرش را تقصیر منقارآهنی می داند، با چوبی آتشین به او حمله کرده و می خواهد مانع از مرگ لایس کیل شود. سورن کار منقارآهنی را تمام می کند و همسر منقارآهنی نایرو، با باقی مانده سربازان عقب نشینی می نماید. بعد از نبرد سورن محافظ شده و آموزشش را تحت نظر لایس کیل ادامه می دهد. هیچ خبری از سرنوشت کلاد به دست نیامده اما براساس صحنه ای در پایان فیلم، او پس از سقوط در آتش جان سالم به در برده است.گرچه در نسخه کتاب این فیلم نشان میدهد که او پس از شکست از برادرش فرار کرده و دنبال انتقام از او است که در نهایت منجر به مرگ او میشود  
این انیمیشن در ایران با مدیریت ندا آسمانی دوبله شده است و یکی از نقش های اصلی را امیر فراز با عنوان دوبلور گویندگی کرده است.این انیمیشن توسط انجمن گویندگان جوان(گلوری) نیز دوبله شده است 